# Tepuíelenia
Tepuíelenia (Elaenia olivina) är en fågel i familjen tyranner inom ordningen tättingar.

## Utbredning och systematik
Fågeln förekommer i tepuis i sydöstra Venezuela och Guyana. Den behandlades tidigare som en underart till sierraelenia (E. pallatangae). 

## Status
IUCN kategoriserar den som livskraftig.

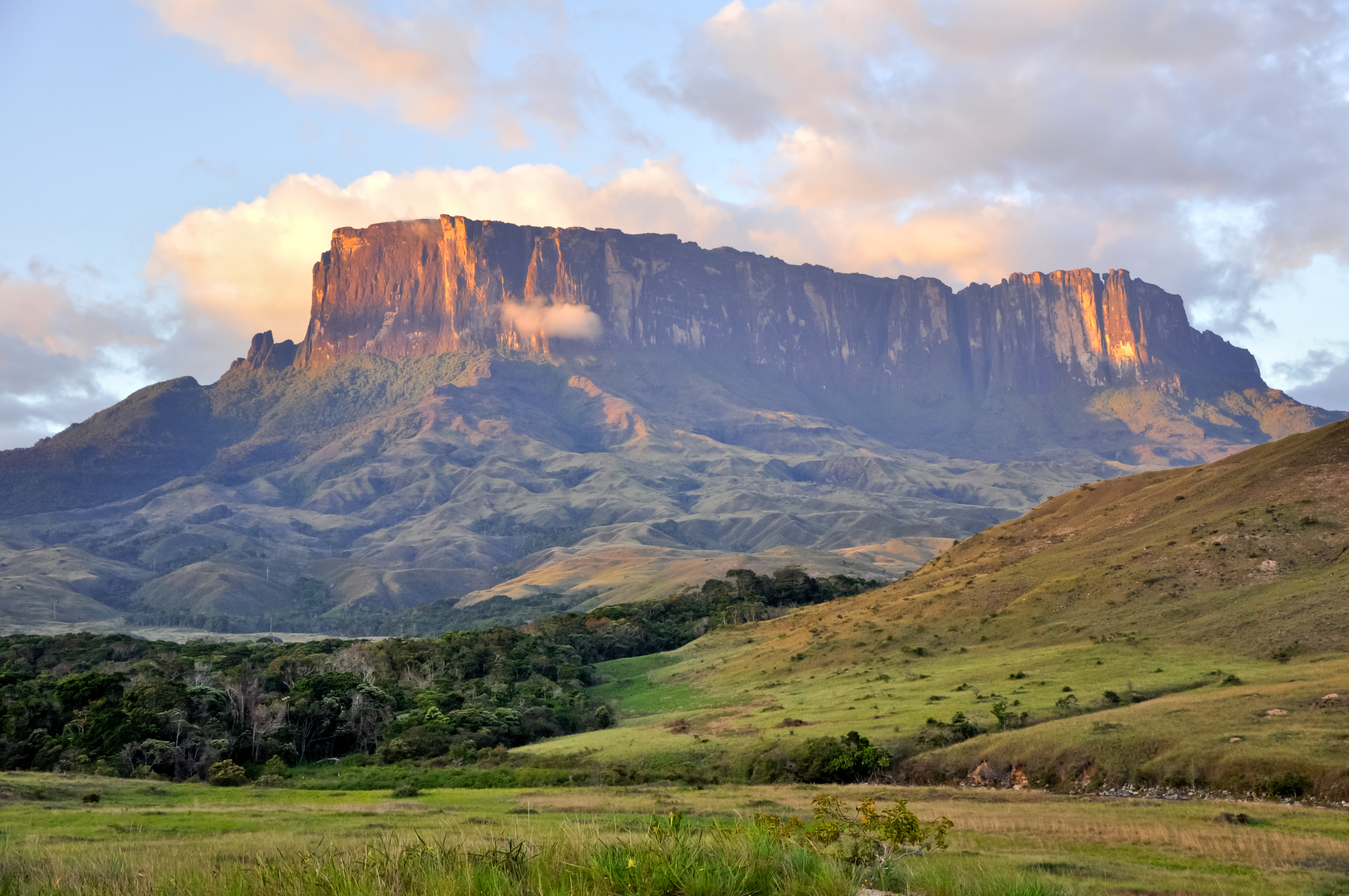
Fågeln förekommer endast på platåberg som kallas tepuier, här Roraima.